# Paul Ozgur
Paul Ozgur (também grafado como Paul Özgür) é um diretor de fotografia holândes membro da Netherlands Society of Cinematographers (NSC).

## Carreira
Em 2013, Paul Ozgur recebeu duas indicações ao Prêmio Especial no Camerimage, ele venceu uma das indicações, Melhor Cinematografia em Concurso de estudos estudantis pelo filme Magnesium. Em 2015, foi indicado ao Golden Calf no Nederlands Film Festival, na categoria melhor cinematografia (Melhor Câmera) pelo longa- metragem Prins. Em 2020, John and the Hole, outro trabalho no qual Paul Ozgur participou é selecionado para os festivais de Cannes 2020 e Sundance 2021.

## Prêmios
| Ano  | Prêmio                                 | Categoria | Trabalho         | Resultado |
| ---- | -------------------------------------- | --- | ---------------- | --------- |
| 2013 | Camerimage - Prêmio Especial           | (Polish Film Institute [en]) e Mastershot Prêmio Especial por Melhor Cinematografia em Concurso de estudos estudantis | Magnesium (2012) | Venceu    |
| 2013 | Camerimage - Golden Tadpole            | Concurso de estudos estudantis                                                                                        | Magnesium (2012) | Indicado  |
| 2015 | Nederlands Film Festival - Golden Calf | Melhor Cinematografia (Melhor Câmera)                                                                                 | Prins (2015)     | Indicado  |